# Alexander Trotter
Alexander Pelham Trotter  (* 11. März 1857; † 23. Juli 1947) war ein englischer Elektrotechniker.

## Leben
Alexander Trotter machte eine Lehre bei Easton & Anderson und experimentierte 1877 am Trinity College in Cambridge an Alexander Graham Bells neuen Empfängern. Er wurde Partner beim Dynamo-Hersteller Goolden and Trotter. Danach war er sechs Jahre lang Autor für The Electrician und diente im Weiteren ab Februar 1896 in der Kapkolonie als staatlicher Elektrotechniker bei der Elektrifizierung von Kapstadt und Port Elizabeth. Danach fungierte er als Berater der Handelskammer.
Seine Abhandlung The Distribution and Measurement of Illumination (vor 1892) wurde die Grundlage für die moderne Beleuchtungstechnik. Von 1917 bis 1920 war er Präsident der 1907 gegründeten Illuminating Engineering Society .
Er befasste sich auch mit Straßenbahnen. Er sprach fließend Französisch und war mit seiner Frau häufig in Paris bei André-Eugène Blondel, der unabhängig von ihm eine dioptrische Methode zur Verteilung von Licht für Straßenbeleuchtung ersonnen hatte. Nach seiner Zurruhesetzung lebte er in Greystones, Teffont, nahe Salisbury.

## Veröffentlichungen
- Illumination: Its Distribution and Measurement; 1911
- Elements of Illuminating Engineering; 1929